# Orthocladius nilicola
Orthocladius nilicola är en tvåvingeart som först beskrevs av Jean-Jacques Kieffer 1923.  Orthocladius nilicola ingår i släktet Orthocladius och familjen fjädermyggor.
Artens utbredningsområde är Sudan. Inga underarter finns listade i Catalogue of Life.